# تموز مبارك
تموز مبارك هو الاسم الرمزي لخطة إطلاق سلسلة من التفجيرات وعمليات الاغتيال ضد أهداف داخل العراق وخارجه. أُمرت هذه العمليات من قبل فدائيو صدام في مايو 1999، ويُعتقد أن عدي صدام حسين شخصيًا هو من أمر بتنفيذ العمليات الانتحارية.
انقسمت عمليات "تموز مبارك" إلى فرعين: التفجيرات والاغتيالات. تم اختيار خمسين عضوًا من فدائيو صدام لتنفيذ هذه العمليات. وقسّموا إلى ثلاث فرق، كل فرقة تضم عشرة أفراد، عملوا في لندن، وإيران، ومناطق في العراق.
وصف محلل الدفاع كيفين وودز خطة "تموز مبارك" بأنها "موجة من العمليات الاستشهادية الموجهة من النظام ضد أهداف في الغرب". ويؤكد وودز أن الخطط كانت "تسير على قدم وساق وقت الغزو الذي قادته قوات التحالف"، وأضاف: "في السنوات التي سبقت الغزو، أصبح قادة العراق مفتونين بالاعتقاد بأن روح 'المحاربين العرب' لدى فدائيو صدام ستمكنهم من التغلب على تفوق الأمريكيين. لكن في النهاية، أثبت مقاتلو الفدائيين أنهم غير مستعدين تمامًا لنوع الحرب التي طُلب منهم خوضها، وماتوا بالآلاف".
كتب مراسل بي بي سي بول رينولدز عن خطط "تموز مبارك": "لا يُذكر ما قد تكون هذه الأهداف، ويبدو أن الخطط، مثل كثير من الخطط التي وضعها العراقيون، لم تثمر عن شيء".

## وصلات خارجية
- مقال في Weekly Standard
- مقال في Washington Times